# Länstrafiken Kristianstad
Länstrafiken Kristianstad var länstrafikbolaget i Kristianstads län. När Kristianstads län uppgick i Skåne län införlivades också länstrafikbolaget med Skånetrafiken i januari 1999. Expressbusskonceptet SkåneExpressen som än idag används av Skånetrafiken skapades ursprungligen av Länstrafiken Kristianstad medan Länstrafiken Malmöhus motsvarighet uppgick i konceptet Pendeln. Länstrafiken Kristianstad ansvarade för SiTY-tåget (Österlenaren) mellan Ystad och Simrishamn. Däremot drevs andra sträckor som Helsingborg-Kristianstad och Hässleholm-Malmö direkt av SJ.